# Bernartice nad Odrou
Pour les articles homonymes, voir Bernartice.
Bernartice nad Odrou (en allemand : Bernsdorf) est une commune du district de Nový Jičín, dans la région de Moravie-Silésie, en République tchèque. Sa population s'élevait à 1 021 habitants en 2021.

## Géographie
Bernartice nad Odrou se trouve à 6 km au nord-ouest de Nový Jičín, à 33 km au sud-ouest d'Ostrava et à 258 km à l'est-sud-est de Prague.

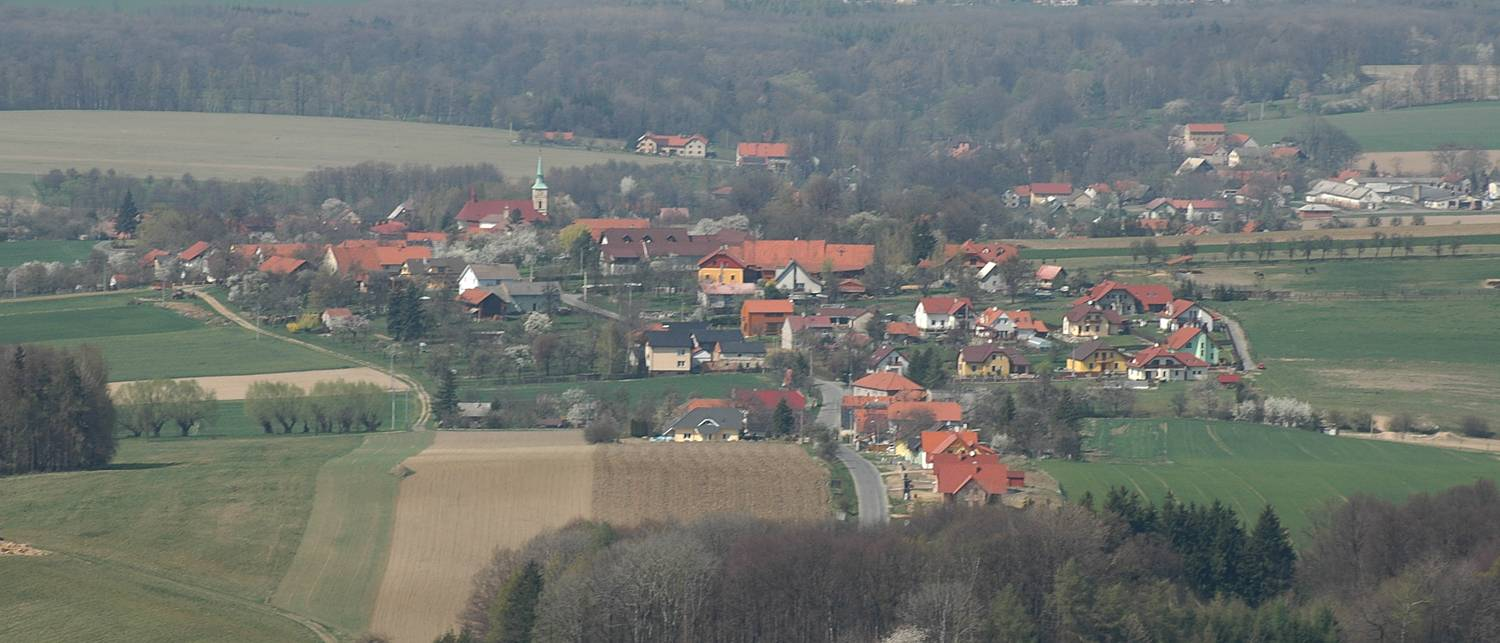
Bernartice nad Odrou : vue générale.

La commune est limitée par l'Oder et les communes de Mankovice et Suchdol nad Odrou au nord, par Kunín et Šenov u Nového Jičína à l'est, par Nový Jičín et Starý Jičín au sud, et par Jeseník nad Odrou à l'ouest.

## Histoire
La première mention écrite du village date de 1374.

## Administration
La commune se compose de deux quartiers :
- Bernartice nad Odrou
- Hukovice

## Transports
Par la route, Bernartice nad Odrou se trouve à 7 km de Nový Jičín, à 46 km d'Ostrava et à 321 km de Prague.